# 1887 aux échecs
| Années des échecs : 1884 - 1885 - 1886 - 1887 - 1888 - 1889 - 1890    |
| Décennies des échecs : 1850 - 1860 - 1870 - 1880 - 1890 - 1900 - 1910 |

Cet article présente les faits marquants de l'année 1887 aux échecs.

## Championnats nationaux
- Empire allemand : Szymon Winawer remporte le championnat du Congrès[1],[2].
- Canada : George Barry remporte le championnat[3].

- Écosse : Daniel Yarnton Mills remporte le championnat[4].

- Pays-Bas : Dirk van Foreest remporte le championnat (non officiel).

## Naissances
- Paul Johner
- Xavier Tartakover
- Boris Verlinski

## Nécrologie
- 22 janvier : Cyril Vansittart (en)
- 2 février : Luigi Sprega, vainqueur du championnat d'Italie en 1878
- date inconnue : Cesare Bernieri, peintre, photographe et organisateur de tournois italien